# Yoly Domínguez
Yolly Domínguez (Venezuela, 15 de enero de 1975) es una actriz venezolana de televisión.

## Biografía
Debutó como actriz de televisión  en "La revancha" en el año 2000. Entre los últimos figuran las series Más sabe el diablo, Mi vida eres tú, Decisiones y Ángel rebelde.

## Televisión
| Teleseries | Teleseries         | Teleseries       | Teleseries |
| Año        | Teleserie          | Rol              |            |
| ---------- | ------------------ | ---------------- | ---------- |
| 2000       | La revancha        | Fanny            |            |
| 2002       | Gata salvaje       | Valeria Montemar |            |
| 2004       | Ángel rebelde      | Eloísa Sandoval  |            |
| 2006       | Mi vida eres tú    | Amparo Cosme     |            |
| 2009       | Más sabe el diablo | Sara             |            |
| 2010       | Perro amor         | Perla Mathis     |            |